# 흔적
흔적(The Trace)은 한국에서 제작된 서태범 감독의 2021년 영화이다. 공성하 등이 주연으로 출연하였다.

## 출연

### 주연
- 공성하
- 이영아
- 차영남